# Deti Don Kikhota
Deti Don Kikhota (russisk: Дети Дон Кихота) er en sovjetisk spillefilm fra 1966 af Jevgenij Karelov.

## Medvirkende
- Anatolij Papanov som Pjotr Bondarenko
- Vera Orlova som Vera Bondarenko
- Vladimir Korenev som Viktor Bondarenko
- Lev Prygunov som Dima Bondarenko
- Andrej Beljaninov som Jurij Bondarenko